# Лю Янь (фігуристка)
Лю Янь (кит.: 刘艳; *30 серпня 1984, Ціцікар, Китай) — китайська фігуристка, що виступає у жіночому одиночному фігурному катанні, найкраща китайська фігуристка-одиночниця 2-ї половини 2000-х років. 
Вона — п'ятиразова чемпіонка Китаю з фігурного катання (2005, 2007—2010), учасниця міжнародних змагань з фігурного катання, найкращими її досягненнями є 7-е місце Чемпіонатів Чотирьох Континентів (2006) та 16-е місце світових першостей з фігурного катання, на ХХ Зимовій Олімпіаді (Турин, 2006) несподівано посіла високе 11-е місце.
Лю Янь тренується під наставництвом Юй Ліцзе.
У 2009 році Лю Янь на турнірі «Nebelhorn Trophy»—2009, що був кваліфікаційним змаганням для Олімпіади 2010, посіла 3-є місце і виборола для Китаю олімпійську ліцензію на турнір фігуристок-одиночниць на Олімпійські ігри 2010 року.

## Спортивні досягнення

### після 2009 року
| Сезон/Змагання                                     | 2009/2010 |
| -------------------------------------------------- | --------- |
| Зимові Олімпійські ігри                            |           |
| Чемпіонат Чотирьох Континентів з фігурного катання | 12        |
| Чемпіонат Китаю з фігурного катання                | 1         |
| Етапи Гран-Прі: «NHK Trophy»                       | 7         |
| Етапи Гран-Прі: «Cup of China»                     | 9         |
| Турніри: «Nebelhorn Trophy»                        | 3         |

### до 2009 року
| Сезони/Змагання                                     | 2002/2003 | 2003/2004 | 2004/2005 | 2005/2006 | 2006/2007 | 2007/2008 | 2008/2009 |
| --------------------------------------------------- | --------- | --------- | --------- | --------- | --------- | --------- | --------- |
| Зимові Олімпійські ігри                             |           |           |           | 11        |           |           |           |
| Чемпіонати світу з фігурного катання                |           |           | 21        | 16        | 22        | 31        | 42        |
| Чемпіонати Чотирьох Континентів з фігурного катання | 14        | 9         | 8         | 7         | 9         | 14        | 11        |
| Чемпіонати Китаю фігурного катання                  | 5         | 3         | 1         | 2         | 1         | 1         | 1         |
| Зимові Азійські ігри                                |           |           |           |           | 7         |           |           |
| Етапи Гран-Прі: «Cup of China»                      |           | 10        | 10        | 5         | 9         |           | 9         |
| Етапи Гран-Прі: «Skate America»                     |           |           |           |           |           |           | 9         |
| Етапи Гран-Прі: «NHK Trophy»                        |           |           |           |           |           | 10        |           |
| Етапи Гран-Прі: «Cup of Russia»                     |           | 12        | 8         |           | 10        | 9         |           |
| Етапи Гран-Прі: «Skate Canada»                      |           |           |           | 4         |           |           |           |
| Командний Чемпіонат світу з фігурного катання       |           |           |           |           |           |           | 8/6*      |
| Зимові Універсіади                                  |           |           |           |           | 5         |           | 14        |
| Меморіали Карла Шефера                              |           |           | 1         |           |           |           |           |

- * — місце у особистому заліку/командне місце